# Lasse Arnesen
Lasse Arnesen (ur. 18 stycznia 1965 w Oslo) – norweski narciarz alpejski.

## Kariera
Po raz pierwszy na arenie międzynarodowej Lasse Arnesen pojawił się w 1983 roku, kiedy wystąpił na mistrzostwach świata juniorów w Sestriere. Zajął tam dwunaste miejsce w zjeździe oraz 21. miejsce w gigancie. W zawodach Pucharu Świata zadebiutował w sezonie 1984/1985. Pierwsze pucharowe punkty wywalczył 21 stycznia 1985 roku w Wengen, gdzie był dziewiąty w kombinacji. Nigdy nie stanął na podium zawodów pucharowych, choć pięciokrotnie był czwarty (cztery razy w zjazdach i raz w supergigancie). Najlepsze wyniki osiągał w sezonie 1991/1992, kiedy zajął 22. miejsce w klasyfikacji generalnej, w zjeździe był dwunasty, a w klasyfikacji giganta zajął dziewiątą pozycję. Był też między innymi dziesiąty w klasyfikacji zjazdu w sezonie 1990/1991.
W 1993 roku wystartował na mistrzostwach świata w Morioce, zajmując 38. miejsce w zjeździe. Brał także udział w rozgrywanych rok wcześniej igrzyskach olimpijskich w Albertville, gdzie był dziesiąty w kombinacji oraz ósmy w biegu zjazdowym. Kilkukrotnie zdobywał medale mistrzostw Norwegii, w tym złote w zjeździe w latach 1988 i 1992 oraz w kombinacji w latach 1986-1987. W 1996 roku zakończył karierę.

## Osiągnięcia

### Igrzyska olimpijskie
| Miejsce | Dzień     | Rok  | Miejscowość | Konkurencja | Czas biegu  | Strata     | Zwycięzca       |
| ------- | --------- | ---- | ----------- | ----------- | ----------- | ---------- | --------------- |
| 8.      | 9 lutego  | 1992 | Albertville | Zjazd       | 1:50,37 min | +1,26 s    | Patrick Ortlieb |
| 10.     | 11 lutego | 1992 | Albertville | Kombinacja  | 14,58 pkt   | +37,35 pkt | Josef Polig     |

### Mistrzostwa świata
| Miejsce | Dzień     | Rok  | Miejscowość | Konkurencja | Czas biegu  | Strata  | Zwycięzca   |
| ------- | --------- | ---- | ----------- | ----------- | ----------- | ------- | ----------- |
| 17.     | 11 lutego | 1993 | Morioka     | Zjazd       | 1:32,06 min | +3,95 s | Urs Lehmann |

### Mistrzostwa świata juniorów
| Miejsce | Dzień    | Rok  | Miejscowość | Konkurencja | Czas biegu  | Strata  | Zwycięzca     |
| ------- | -------- | ---- | ----------- | ----------- | ----------- | ------- | ------------- |
| 12.     | 3 lutego | 1983 | Sestriere   | Zjazd       | 1:24,24 min | +2,49 s | Luc Alphand   |
| 21.     | 5 lutego | 1983 | Sestriere   | Gigant      | 2:15,25 min | +5,21 s | Johan Wallner |

### Puchar Świata

#### Miejsca w klasyfikacji generalnej
- sezon 1984/1985: 85.
- sezon 1989/1990: 87.
- sezon 1990/1991: 25.
- sezon 1991/1992: 22.
- sezon 1992/1993: 60.
- sezon 1993/1994: 67.
- sezon 1994/1995: 124.

#### Miejsca na podium w zawodach
Arnesen nigdy nie stanął na podium zawodów PŚ.